# Лойс, Ко
Петрюс Якобюс (Ко) Лойс (нидерл. Petrus Jacobus "Ko" Loois; 6 сентября 1913, Амстердам — 13 августа 1978, Энсхеде) — нидерландский футболист, игравший на позициях защитника и полузащитника за амстердамский «Аякс». С 1933 по 1947 год сыграл за клуб 138 матчей в чемпионате, четырежды становился чемпионом Нидерландов и один раз обладателем кубка страны. Выступал также за сборную Амстердама.

## Биография
Родился в сентябре 1913 года в Амстердаме. Отец — Арнолдюс Лойс, был родом из Херде, мать — Гритье Албертье Ресида, родилась в Амстердаме. Родители поженились в мае 1908 года в Амстердаме, на момент женитьбы отец работал токарем. В их семье было ещё трое сыновей: Хендрикюс Якобюс, Вилхелмюс Арнолдюс и Арнолдюс Албертюс.

### Спортивная карьера
Вместе с братьями Лойс выступал за футбольный клуб ВБВ, который участвовал в чемпионате Амстердама, а также играл на позиции нападающего за сборную Футбольного союза Амстердама.
В 1933 году братья Ко и Хенни перешли в другой амстердамский клуб — «Аякс». В чемпионате Лойс младший дебютировал 24 сентября в матче против роттердамской «Спарты». Именно он в первом тайме открыл счёт, однако «Спарта» всё же одержала волевую победу — 3:4. Лойс не сразу стал игроком основы, на протяжении четырёх лет он проводил не более 10 матчей за сезон, тогда как его брат Хенни, сыгравший шесть матчей в сезоне 1933/34, больше не играл за первую команду «Аякса». Первоначально Ко играл на позиции нападающего, но со временем перешёл в защиту.
В 1942 году, во время матча против «Ден Боса», Ко получил перлом ноги. Ему пришлось полтора часа ехать до Амстердама в переполненном вагоне поезда со сломанной ногой, а после прибытия, он благополучно был доставлен в больницу.

### Личная жизнь
Был женат дважды. В первый раз женился в возрасте двадцати шести лет — его супругой стала 26-летняя Элизабет Петронелла Кампс, уроженка Беммела. Их брак был зарегистрирован 19 октября 1939 года в Амстердаме. В 1946 году в их семье родилась дочь Марианне, а в апреле 1950 года сын по имени Питер, который играл за молодёжный состав «Аякса». В июне 1965 года его супруга умерла в возрасте 52 лет.
В октябре 1967 года женился на 33-летней Геселе Хетти Ресиде, уроженке Парамарибо.
Умер 13 августа 1978 года в Энсхеде в возрасте 64 лет.

## Достижения
«Аякс»
- Чемпион Нидерландов (4): 1933/34, 1936/37, 1938/39, 1946/47
- Обладатель Кубка Нидерландов: 1942/43